# Laški Rovt
Laški Rovt is een plaats in Slovenië en maakt deel uit van de gemeente Bohinj in de NUTS-3-regio Gorenjska. De plaats telde 40 inwoners op 1 januari 2020.